# 千里马 (网站)
千里马是朝鲜第一家网络购物网站，由朝鲜方面和一家来自中国大陆辽宁省沈阳市的企业合作创办，成立于2007年12月31日。 它的名字起源于朝鲜人民最敬佩的物品——千里马。该网站于2010年因政治原因停用。

## 网站
千里马